# Untoten
Untoten est un groupe de Neue Deutsche Härte allemand, originaire de Berlin.

## Histoire
Le groupe est composé du compositeur, parolier et musicien David A. Line et de la chanteuse et peintre germano-hongroise Greta Ida Csatlos. Des musiciens et des danseurs soutiennent le groupe en concer. De 2004 à 2008, la musicienne et créatrice de mode Anke Gründel est à la basse, à partir de 2009 la musicienne Heidi Lindenberg au clavier et la chanteuse Claudia Bauer-Korzin en arrière-plan.
Issu du groupe scolaire "ZiZa" (chat en hongrois), Undoten est fondé à Berlin. Il est présent dans des squats et des centre de jeunesse autogérés (Eisenbahner et Drugstore à Berlin). Son premier album Hab keine Angst Veluzifer traite de Berlin et des problèmes de l'enfant dans les rues. Le groupe donne environ 20 concerts par an.
En même temps, David A. Line et Greta Ida Csatlos publient le magazine satirique Maul par le biais du bureau d'art Sonic Malade. Csatlos publie aussi deux bandes dessinées, David A. Line travaille sur les projets parallèles Engelwerk et Festival der Geisteskranken.
À partir de 2003, l'intérêt du groupe a changé. Loin du concept principalement visuel bizarre, il va vers des albums conceptuellement solides. En 2003, l'album Grabsteinland paraît, il établit son idée dans le milieu des enfants de la rue. Du pur concept descriptif et impressionniste du premier album, l'enfant de la rue de l'histoire de Grabsteinland devient un combattant. Grabsteinland devient une série : Grabsteinland II „Herrschaft der Vampire“, Grabsteinland III „Herz der Finsternis“, Grabsteinland IV „Die Schwarze Feder“, Grabsteinland 5: Die Rückkehr.
Au cours des années suivantes, Untoten développe des albums conceptuels sur Élisabeth Báthory (Die Blutgräfin), l'affaire des démons de Loudun (Die Nonnen von Loudun) et die heXe, un travail sur l'enfance et les peurs primitives.
En 2008, le groupe déménage de Berlin à Leipzig. Greta Ida Csatlos sort son album solo Lunatic en 2009 sous le nom de Greta Ida.
Greta Csatlós quitte le groupe en 2017 parce qu'elle veut se concentrer davantage sur la peinture. De plus, elle vit en Espagne depuis six ans. Depuis lors, Untoten est le projet solo de David A. Line.

## Discographie
Albums
- 1996 : Hab keine Angst Veluzifer
- 1997 : Kiss of Death
- 1998 : Nekropolis
- 1999 : Schwarze Messe
- 2000 : Vampire Book
- 2001 : Look of Blasphemie
- 2003 : Grabsteinland 1: Durch den Kristallwald
- 2004 : Grabsteinland 2: Herrschaft der Vampire
- 2005 : Grabsteinland 3: Herz der Finsternis
- 2006 : Die Blutgräfin (Double-album)
- 2007 : Die Nonnen von Loudun – Hysteria, die ganze Geschichte
- 2007 : Die Nonnen von Loudun – Das geheime Tagebuch einer Nonne
- 2008 : die heXe
- 2008 : die heXe – Uncut
- 2009 : Grabsteinland 4: Die Schwarze Feder
- 2009 : Des Raben Flug
- 2010 : Liebe oder Tod
- 2010 : Haus der Lüge
- 2011 : Zombie 1: Die Welt danach
- 2011 : Zombie 2: The Revenge
- 2012 : Eisenherz
- 2013 : Zeitmaschine
- 2014 : Like A Lost Child
- 2015 : Grabsteinland 5: Die Rückkehr
- 2018 : Blackshadow
- 2019 : Totenvogel

Autres
- 1994 : In den Mund genommen „Poser“ (sous le nom de ZiZa)
- 1995 : Maultot (démo)
- 1998 : Dresscode Black I (compilation)
- 1999 : A Tribute to Sexmania – Blutende Maria (compilation)
- 2002 : Untoten vs. SOKO Friedhof – Dresscode Black II: Get into the Goth Club (Split avec SOKO Friedhof)
- 2004 : Raben
- 2006 : Hab keine Angst Veluzifer
- 2007 : Best Of
- 2012 : How to Become Undead (Rarities 1990–2000)
- 2017 : Untoten vs. SOKO Friedhof – Teufelskreis (Split avec SOKO Friedhof)

## Source de la traduction
- (de) Cet article est partiellement ou en totalité issu de l’article de Wikipédia en allemand intitulé « Untoten » (voir la liste des auteurs).